# Sneaker Pimps
Gli Sneaker Pimps sono una Electropop band inglese formatasi a Hartlepool in Inghilterra nel 1995. Hanno ottenuto la fama grazie al loro primo lavoro Becoming X del 1996 e nello specifico grazie ai singoli "6 Underground" e "Spin Spin Sugar" e "Tesko Suicide" dallo stesso album.

## Storia
La band è stata fondata da Chris Corner e Liam Howe (entrambi ex DJ), i quali reclutarono Kelli Dayton già nei Lumieres (attualmente conosciuta con il nome di Kelli Ali) come voce principale.
Il loro album di debutto del 1996, Becoming X, fu un successo mondiale sulla scia della popolarità del trip-hop, fu pubblicato dalla Virgin America e vendette milioni di copie. In seguito partirono per un tour durato due anni, in parte assieme a Aphex Twin. Nel 1998 uscì un album di remix, Becoming Remixed.
Il singolo 6 Underground ebbe il maggiore successo ed è stato in seguito utilizzato in numerosi film e show televisivi tra cui Il Santo, The Watcher, Giovani, pazzi e svitati, Il risolutore, Cruel Intentions - Prima regola non innamorarsi, Nemico pubblico, e Dogtown and Z-Boys.
Dopo il primo lavoro, la band ritenne che i demo per il secondo, nelle quali era Chris a cantare, si adattassero meglio alla sua vocalità per il suono più grezzo e i testi molto personali. Combinato con la paura di essere troppo identificati con la corrente del Trip Hop (come i Portishead), a Kelli Dayton fu inaspettatamente chiesto di lasciare il gruppo.
Il secondo album "Splinter" del 1999 e il terzo "Bloodsport" del 2002 non seppero ripetere il successo iniziale e la band scivolò verso l'anonimato fino al 2003, anno in cui il sito della band annunciò una mutazione di stile e il lancio del nuovo progetto di Chris Corner's denominato IAMX..
Un quarto album non andò oltre la registrazione di alcune demo ma alcune tracce sono state utilizzate da Corner per i primi due lavori di IAMX. Sebbene il sito della band avesse anticipato l'uscita di nuovo materiale come Sneaker Pimps e la riedizione in 5.1 Surround Sound dei primi due album, nulla ebbe seguito e i musicisti si dedicarono totalmente ai loro progetti individuali.
Nel 2015 Liam Howe ha fatto trapelare la possibile uscita del quarto album come Sneaker Pimps, aprendo anche un nuovo account Twitter come Sneaker Pimps. Corner ha precisato che sarebbe stato interessato a patto che lo fossero anche gli altri componenti in egual misura.

## Progetti paralleli
Chris Corner ha pubblicato quattro album da solista sotto il nome di IAMX:
Kiss + Swallow nel 2004, The Alternative nel 2007, Kingdom of Welcome Addiction nel 2009 e Volatile Times nel 2011, più un live nel 2007 e una raccolta di remix nel 2010. Ha anche cantato come guest act nei TIT Jackson e per i Moonbootica, è stato anche il produttore per i Robots in Disguise.
Ha collaborato anche con Sue Denim dei Robots in Disguise sotto il nome di Sibling.
Joe Wilson ha formato i Trash Money con Chris Tate nel 1999 e suona dal vivo con i Client.
Liam Howe ha registrato i suoi lavori sotto il nome di The Zip e ha prodotto i Free Repeater.
David Westlake attualmente suona la batteria nei Trash Money ha registrato alcune sessioni per Natalie Imbruglia, Mediaeval Baebes, Zero-G e suona la batteria nel tour degli Ultrafox. La band inoltre ha remixato e prodotto altri artisti sotto il nome di Line of Flight.
In aggiunta gli Sneaker Pimps hanno collaborato con Marilyn Manson per il singolo del 1997 "Long Hard Road Out of Hell".

## Membri
In studio si scambiavano spesso i ruoli tra di loro, ma durante i live la formazione tipo era:
- Chris Corner (chitarra, sintetizzatore, voce)
- Liam Howe (sintetizzatore)
- Joe Wilson (basso)
- David Westlake (batteria e campionatore)

Altre note:
- Chris Tate (amico di Joe suona il sintetizzatore durante Bloodsport)
- Ian Pickering (co-scrittore e quinto membro non ufficiale)
- Kelli Dayton (ex-voce)

## Discografia
Album in studio
- 1996 - Becoming X
- 1999 - Splinter
- 2002 - Bloodsport
- 2021 - Squaring The Circle

Singoli
- 1996 - Tesko Suicide
- 1996 - Roll On
- 1996 - 6 Underground
- 1997 - Spin Spin Sugar
- 1997 - Spin Spin Sugar (remixes)
- 1997 - Post Modern Sleaze
- 1999 - Low Five
- 1999 - Ten To Twenty
- 2002 - Sick
- 2002 - Bloodsport
- 2002 - Loretta Young Silks
- 2005 - Low Five (digital remix EP)
- 2005 - Loretta Young Silks (digital remix EP)

Remix
- 1998 - Becoming Remixed